# Walter Straumann

Walter Straumann (1983)

Walter Straumann (* 6. Mai 1943, heimatberechtigt in Fehren und Obergösgen) ist ein Schweizer Politiker (CVP).

## Leben
Straumann war von 1973 bis 1976 im Gemeinderat der Stadt Solothurn. Ab 1974 bis 1987 war er Gerichtspräsident von Olten-Gösgen und von 1988 bis 1996 Oberrichter des Kantons Solothurn. Von den Wahlen im Oktober 1995 bis zum September 1997 sass er im Nationalrat. Von 1997 bis 2013 war er Solothurner Regierungsrat und stand dort dem Bau- und Justizdepartement vor.
Der Fürsprecher und Notar Straumann wohnt in Olten, ist verheiratet und hat drei Kinder. 